# 50 Pułk Piechoty (LWP)

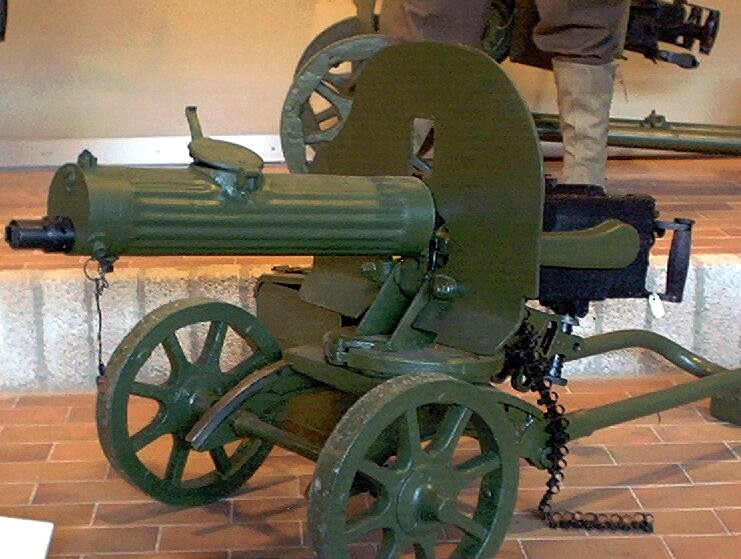
Maxim - podstawowy ckm pułku

50 pułk piechoty  – oddział piechoty ludowego Wojska Polskiego.
Sformowany w Olsztynie w 1945 na bazie 9 zapasowego pułku piechoty w oparciu o etat wojenny sowieckiego pułku strzeleckiego.
Wchodził w skład 15 Dywizji Piechoty. Stacjonował w Olsztynie, a następnie w Lidzbarku Warmińskim. W 1952 podporządkowany 21 Dywizji Piechoty.

## Skład etatowy
dowództwo i sztab
- 3 bataliony piechoty
- kompanie: dwie fizylierów, przeciwpancerna, rusznic ppanc, łączności, sanitarna, transportowa
- baterie: działek 45 mm, dział 76 mm, moździerzy 120 mm
- plutony: zwiadu konnego, zwiadu pieszego, saperów, obrony pchem, żandarmerii

Etatowo pułk liczył żołnierzy 2445 i 336 koni.

## Żołnierze pułku
- Henryk Antoszkiewicz
- Janusz Sieczkowski (dowódca pułku w latach 1951-1953)